# 星純夫
星 純夫（ほし すみお、1952年7月31日 - ）は、日本の俳優。福島県出身。

## 人物
中学を卒業後、親戚の経営する建設会社に就職して5年間勤務する。
その後、役者を志して建設会社を退職。「劇団あすなろ」に入団。東映演技研修所でもレッスンを積んで、1976年に研修終了。
1975年、CMで『がきデカ』の主人公・こまわりくん役に扮して有名となる。当時のインタビューでその件について聞かれ、「街を歩いてると、周りが振り返って笑う。シャクにさわるが、CMの影響は強いと思った」とコメントしている。

## 出演作品

### テレビドラマ
- 銭形平次 第481話「幸せの行方」（1975年、CX） - 長吉
- アクマイザー3 第20話「なぜだ?! ザビタンの秘密能力」（1976年、NET） - 車の中の男
- ザ・カゲスター（1976年、NET） - 業平刑事
- 七色とんがらし（1976年、NET） - 内田鯛次
- 熱中時代 刑事編 第9話「新婚刑事 三度のピンチ」（1979年、NTV） - ボーイ
- 探偵物語（1979年-1980年、NTV） - ヤクザ
- 燃えろアタック（1979年-1980年、ANB） - 小鹿酒店店員・山田
- ザ・ハングマン（1980年-1981年、ABC）
- 獅子の時代（1980年、NHK） - 農民・猪
- 西部警察 第43話「4号岸壁の殺人」（1980年）
- 電子戦隊デンジマン 第30話「消えた盗んだ出た」（1980年、ANB） - マツ
- 仮面ライダースーパー1 第12話「強敵あらわる! 赤心少林拳敗れたり」（1981年、MBS） - 喰い逃げ男
- ロボット8ちゃん 第7話「カワユイあの子は１００万ボルト」（1981年、CX）-スパイ団（キャストクレジット：星景太）
- 御宿かわせみ（1980年-1981年、NHK） - 岡っ引き・竹

### 映画
- 多羅尾伴内 鬼面村の惨劇（1978年、東映） - 早瀬
- 暴力戦士（1979年、東映） - シャークV・赤シャツ
- ヒポクラテスたち（1980年、ATG） - 試験官
- ザ・カゲスター（1976年、東映） - 業平刑事